# Jeremy Foley
Jeremy Foley, född Geronimo Jeremiah Foley den 20 februari 1983 i Albuquerque, är en amerikansk skådespelare. Foley är känd för sin roll som Billy i Buffy och vampyrerna i avsnittet "Nightmares", liksom sin biroll som Griffen Lowe i Nickelodeon-showen Caitlins val.
Foley spelade Graham i filmen Dante's Peak 1997 och var rösten till spöket Casper i A Spirited Beginning och Casper Meets Wendy. Han spelade också Clay i filmen Soccer Dog 1999.

## Filmer och tv serier
- Dante's Peak
- Chicago Hope
- Buffy och vampyrerna
- Casper: A Spirited Beginning
- The Ugly Duckling
- Hiller and Diller
- Touched by an Angel

Legion of Fire: Killer Ants!
- Casper Meets Wendy
- Maggie
- The New Batman Adventures
- Soccer Dog: The Movie
- Stray Dog
- The Wonderful World of Disney
- Diaries of Darkness
- Caitlin's Way
- Blink
- The Guardians
- Roommate Wanted
- Action News 5